# Sdružení Ašsko
Sdružení Ašsko je dobrovolný svazek měst a obcí ašského výběžku v okresu Cheb. Jeho sídlem je Aš a jeho cílem je společnou prací zásadním způsobem zviditelňovat dotčené oblasti a vytvářet podmínky pro ekonomický rozvoj. Sdružuje všech 5 obcí bývalého ašského okresu. Sdružení bylo založeno v roce 1999.

## Obce sdružené v mikroregionu
- Aš
- Hazlov
- Hranice
- Krásná
- Podhradí